# 史都華·戈登
史都華·戈登（英語：Stuart Gordon，1947年8月11日—2020年3月24日），美國男導演、編劇和製片人。戈登的作品時常有著恐怖風格，也會製作科幻和黑色電影。他與朋友布萊恩·尤茲納時常合作。
戈登相當崇拜霍華德·菲利普斯·洛夫克拉夫特，並數次將其作品改編成電影，如《幽靈人種》（1985年）、《靈異殺陣》（1986年）、《衰落的城堡》（1995年）、《異魔禁區》（2001年），以及電視劇《恐怖大師》第一季的第二集的「兇屋夢魘」。
包括《地球毀滅之後》（1990年）與《魔鬼武器》（1992年）在內，戈登許多電影獲得了邪典電影的地位，受到諸多粉絲愛戴。

## 外部連結
- 史都華·戈登在互联网电影资料库（IMDb）上的資料（英文）
- Sci Fi Weekly interview（页面存档备份，存于）